# フェレバ・ラザイー
フェレバ・ラザイー(Friba Razayee、1987年2月9日 - )は、アフガニスタンのカーブル出身の女子柔道家。2004年にはアテネオリンピックに出場し陸上競技に出場したロビナ・ムキマイヤールとアフガニスタンからオリンピックに参加した初めての女性となった。
ターリバーンが政権を握っている間は隣国のパキスタンへと亡命していた。2002年にアフガニスタンへと戻ると、彼女はボクシングを始め、アフガニスタンで初の女性ボクサーとなった。しかし彼女の周囲に練習相手となる女性ボクサーがほとんどいなかったことから彼女は柔道に転向し、オリンピックに向けてデンマーク難民委員会の支援を受けながらトレーニングを行った。
アテネオリンピックでは、70kg級に出場したものの、1回戦にてスペインのセシリア・ブランコに開始45秒で敗れてしまった。
彼女の妹シャイマ・ラザイーは人気のTV司会者としてTV出演していたが2005年に彼女の地元であるカーブルで殺されている。